# Classe TNC-45
Le motocannoniere missilistiche classe TNC-45 sono una famiglia di unità litoranee veloci sviluppate e costruite dagli stabilimenti tedeschi Friedrich Lürssen Werft di Brema-Vegesack.
Sono state 25 le unità navali costruite e consegnate tra gli anni settanta e gli anni ottanta.
Le TNC 45 sono prevalentemente indirizzate al combattimento di superficie, armate con 2/4 missili MM38/40 Exocet un cannone duale OTO da 76mm Compatto. Inoltre sono presenti un cannone da 40mm e due mitragliatrici da 7.62mm per la difesa antiaerea di punto.
La propulsione è costituita da quattro motori diesel che sviluppano una potenza di 13000 CV e consentono alle unità di raggiungere la velocità di oltre 40 nodi.

## Argentina
L'Argentina ha in servizio due di queste unità realizzate in Germania negli stabilimenti Lürssen Werft a partire dal 1970 e sono entrate in servizio nell'Armada Argentina nel 1974:
- ARA Intrépida (85) varata il 2 dicembre 1973 ed entrata in servizio il 3 agosto 1974
- ARA Indómita (86) varata l'8 aprile 1974 ed entrata in servizio il 10 aprile 1975

Le due unità che costituiscono la Classe Intrepida sono in servizio nella base di Ushuaia e hanno come compito principale il controllo della zona del Canale di Beagle e dell'Isola degli Stati. Le unità vengono anche utilizzate in operazioni Search and Rescue in uno scenario dalle condizioni estreme. Il 2 marzo 2001 l'ARA Intrepida presto soccorso alla nave da crociera Caledonian Star del National Geographic in avaria in seguito ad un'onda anomala mentre attraversava il Canale di Drake.
L'ARA Indomita dal 2008 è in cantiere per essere sottoposta a profondi lavori di revisione e di ammodernamento.

## Bahrain
- Ahmed Al Fateh (20) in servizio dal 5 febbraio 1984
- Al Jaberi (21) in servizio dal 3 maggio 1984
- Abdul Rahman Al-Fadel (22) in servizio dal 10 settembre 1986
- Al Taweelah (23) in servizio dal 25 marzo 1989

## Kuwait
Le unità acquisite dal Kuwait furono sei. costruite in Germania. Tutte le unità vennero catturate dagli irakeni in occasione dell'occupazione dell'agosto 1990, ed inquadrate nella flotta irakena. Di questi pattugliatori solamente uno, il pattugliatore Al Sanbouk (ex Jalboot) venne restituito al Kuwait, mentre gli altri vennero affondati da unità della coalizione internazionale durante la Guerra del Golfo nel corso della battaglia di Bubiyan.

## Emirati Arabi Uniti
- Baniyas (P-151)
- Marban (P-152)
- Rodqum (P-153)
- Shaheen (P-154)
- Saqar (P-155)
- Tarif (P-156)

## Singapore
Le unità della Classe Sea Wolf sono state derivate dalle TNC-45, ma con un armamento completamente diverso e caratterizzato dall'impiego di due diversi tipi di missili antinave, con differenze notevoli tra i due tipi di missile. Nella Marina di Singapore queste navi sono state impiegate come appoggio alle più potenti Victory. Tutte le unità sono state ritirate dal servizio nel 2008.